# Filips van Milly
Filips van Milly ook wel Filips van Nabloes (omstreeks 1120 - 3 april 1171) was een vooraanstaande baron van het koninkrijk Jeruzalem en de zevende grootmeester van de Tempeliers.

## Voorgeslacht
Filips was een zoon van Gwijde (of Guy) van Milly, een ridder mogelijk uit Normandië, die had deelgenomen aan de Eerste Kruistocht, en Stephanie van Vlaanderen. Gwijde en Stephanie hadden drie zonen, allen geboren in het Heilige Land, Filips was mogelijk de oudste van de drie. Hij wordt voor het eerst genoemd als de zoon van Gwijde in een kroniek uit 1138 en moet daarna heer van Nablus zijn geworden tussen die datum en 1144, wanneer zijn naam verschijnt met de titel van Nabloes. Rond die tijd moet hij al getrouwd zijn met zijn vrouw Isabella, een dochter van Maurits van Oultrejordain.

## Heer van Nabloes
Als heer van Nabloes werd Filips een vooraanstaande baron van het koninkrijk Jeruzalem. In 1144 werd hij door koningin Melisende van Jeruzalem naar het noorden gestuurd om Edessa te ontzetten, maar hij arriveerde pas toen de stad al in handen van de moslims verkeerde. In 1148, toen de kruisvaarders van de Tweede Kruistocht aankwamen, nam Filips deel aan het concilie in Akko, waar hij en de andere baronnen weinig in te brengen hadden tegen het onverstandige besluit om Damascus te belegeren, waardoor de Tweede Kruistocht geheel mislukte.

## Steun aan Melisende
Samen met de sterke familie Ibelin, waar zijn halfzuster Helvis ingetrouwd was, steunde Filips de koningin in het conflict met haar zoon Boudewijn III om de verdeling van het koninkrijk in 1151. Koningin Melisende beheerde daarbij het zuidelijk deel van het koninkrijk, inclusief Nabloes. Nadat dit alles was bijgelegd, nam Filips met Boudewijn III deel aan het Beleg van Ascalon en het ontzet van Banyas.
In juli 1161, toen Melisende op sterven lag, verruilde Filips zijn leen van Nabloes voor dat van Oultrejordain en vergaf de titel van Nablus aan Boudewijn III. Boudewijn wilde een sterke baron in het zuidelijk gebied om de controle aan de grens op te voeren, maar hij stierf in 1163, waarna zijn broer Amalrik I, een goede vriend van Filips, de heerschappij overnam.

## Mislukte invasie van Egypte
Filips nam deel aan Amalriks invasie van Egypte in 1167 en zou gedurende het Beleg van Bilbeis het leven van Hugo van Ibelin hebben gered, die zijn been had gebroken bij een val van zijn paard. De Tempeliers die niet helemaal achter de invasie stonden, kregen van koning Amalrik de schuld van het mislukken van de invasie.

## Grootmeester
Na de dood van hun grootmeester Bertrand van Blanchefort in januari 1169 zette Amalrik de orde onder druk om Filips als hun nieuwe leider te kiezen. Dit gebeurde dan ook datzelfde jaar in augustus. Met deze verkiezing had Amalrik opnieuw steun vergaard om een nieuwe Egyptische invasie uit te voeren, maar aan het einde van dat jaar moesten Amalrik en zijn strijdkrachten zich opnieuw noodgedwongen terugtrekken.

## Overlijden
Om onbekende redenen nam hij ontslag als grootmeester in 1171 en werd opgevolgd door Odo van Saint-Amand. Filips begeleidde Amalrik vervolgens naar Constantinopel als ambassadeur. Hij overleed waarschijnlijk onderweg op 3 april 1171.

## Huwelijk en kinderen
Filips huwde rond 1159/1160 met Isabella, een dochter of (mogelijk weduwe) van Maurits van Montreal, heer van Oultrejordain, en kreeg met haar drie kinderen;
- Reinier of Reinoud, overleed voor 1172
- Helena, huwde met Wouter III van Brisbarre
- Stephanie, erfde alle goederen nadat haar broer en zus overleden waren, huwde met Humpfrey III van Toron, Miles van Plency en Reinoud van Chatillon.